# Giovanni Dolfin (Doge)

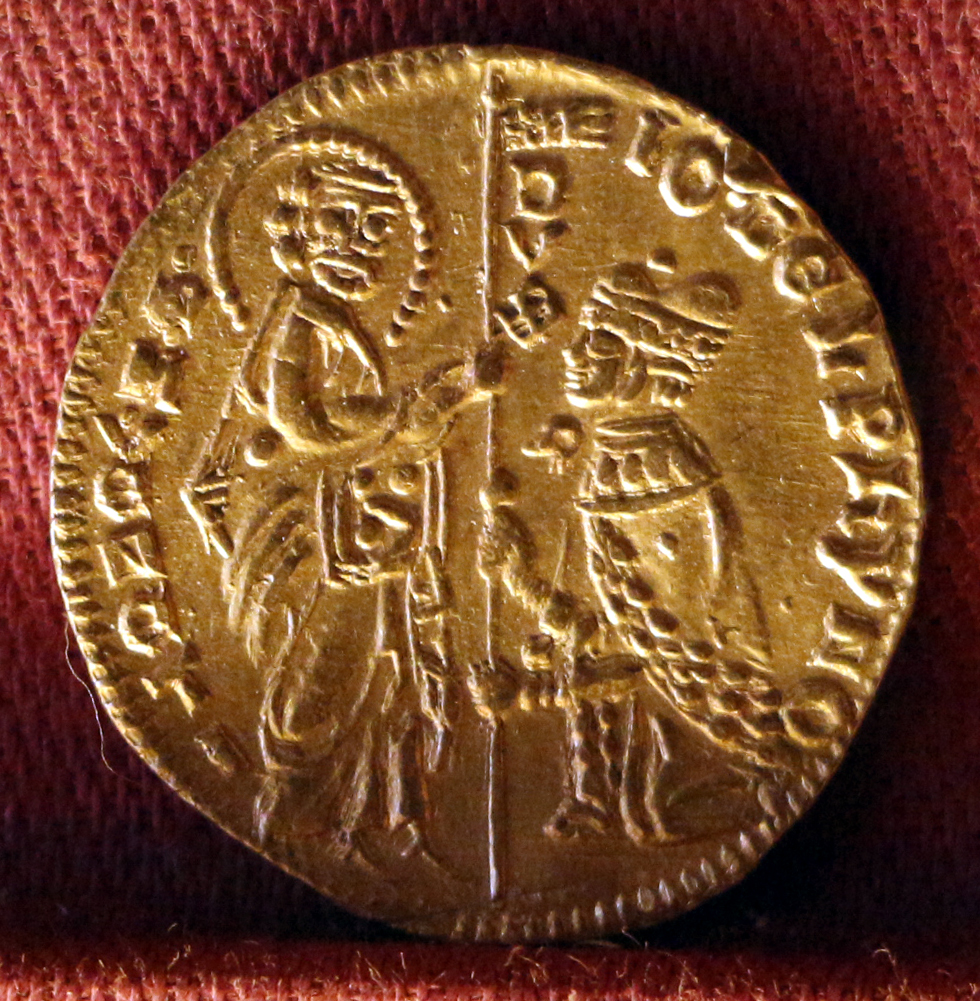
Zecchino aus der Zeit des „Io Delphyno Dvx“, der Doge kniend vor dem Evangelisten Markus

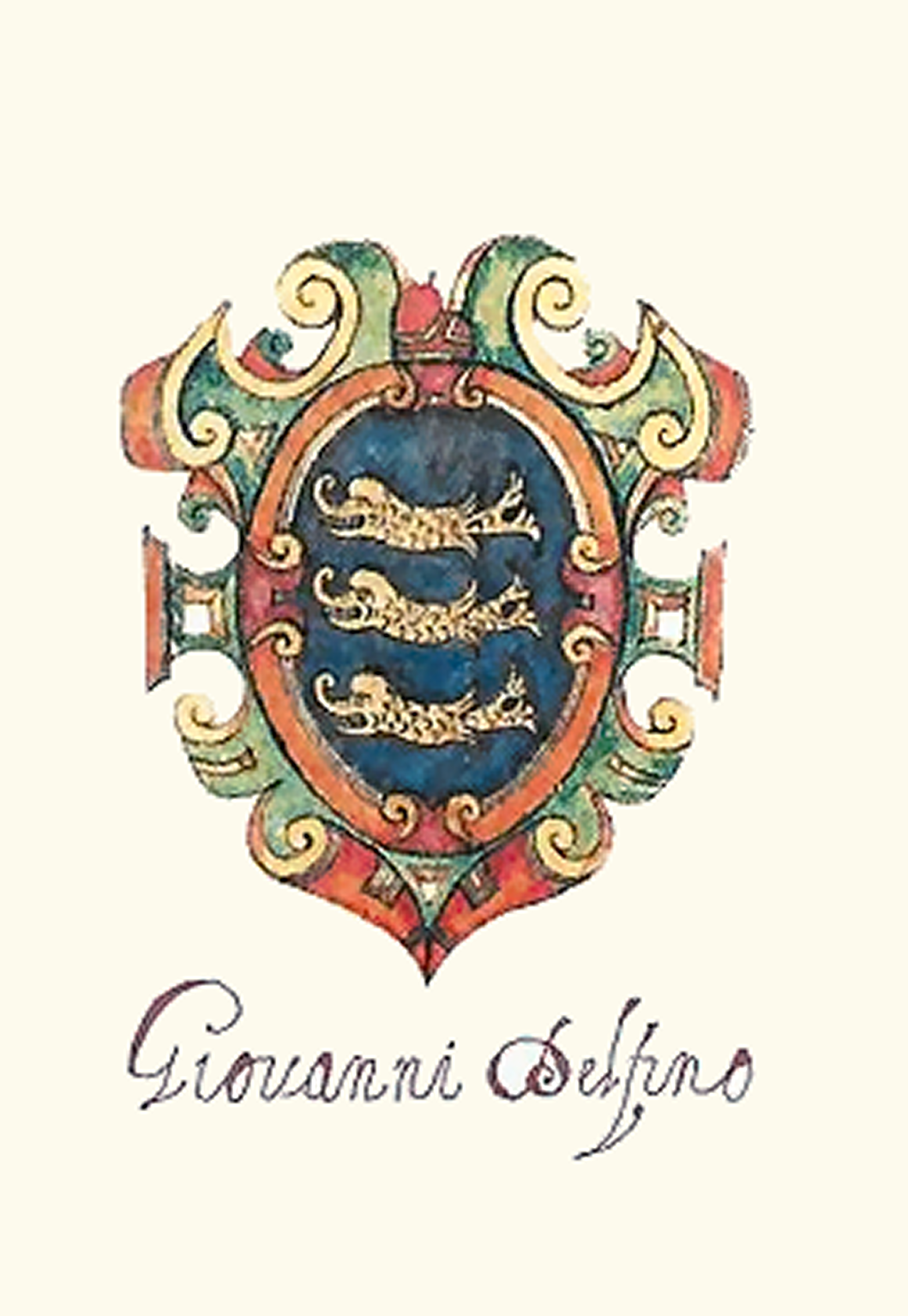
Wappen des „Giovanni Delfino“, frühes 17. Jahrhundert

Giovanni Dolfin (* um 1303 in Venedig; † 12. Juli 1361 ebenda) war nach der Zählung durch die vielfach widerlegte traditionelle Geschichtsschreibung der Republik Venedig ihr 57. Doge. Er führte das Amt von seiner Wahl am 13. August 1356 bis zu seinem Tod vier Jahre und fast elf Monate später.
Vor seiner Wahl zum Dogen war er, wie dies für einen Adligen in der Republik Venedig üblich war, sowohl in diplomatischen Missionen, als auch als Militär- und Flottenführer tätig. Mit etwa 40 Jahren saß er im höchsten Gericht, das auch erhebliche politische Kompetenzen hatte. 1348 verhandelte er zum ersten Mal mit dem König von Ungarn, der Venedig die Herrschaft über Dalmatien streitig machte. Parallel zu diesen Kämpfen war Venedig von 1350 bis 1355 zum dritten Mal in einen umfassenden Krieg mit Genua verwickelt. Nachdem Dolfin zum Dogen gewählt worden war, gelang es ihm nur durch einen gewagten Ausfall aus dem von Ungarn belagerten Treviso durchzubrechen, um so nach Venedig zu gelangen.
Während seiner Amtszeit verlor Venedig Dalmatien an Ungarn und geriet zudem in eine Finanzkrise. Zwar hinterlegte eine Reihe von Signori des Festlandes, wie die Carrara, nach dem Kriegsende dort ihr Vermögen, weil Venedig als besonders verlässlich und sicher galt, doch bis weit in die 1360er Jahre versuchte eine Fraktion der Fernhändler die ausländische Konkurrenz aus Venedig hinauszuwerfen.

## Familie
Die Dolfin gehörten zu den bedeutendsten und ältesten, den apostolischen Familien Venedigs. Aus der Familie gingen vierzehn Prokuratoren und sechs Kardinäle hervor.
Giovanni Dolfins Vater war seit dem 16. Dezember 1300 Prokurator von San Marco (de supra). Er war insbesondere seit der Serrata, der Abriegelung des Großen Rates gegen Aufsteigerfamilien, politisch aktiv. Während dieses Prozesses der Abriegelung stiegen noch einmal zahlreiche Familien in dieses Hauptgremium der Republik auf. Seit der Verschwörung unter Führung des Marino Bocconio (1304, nach anderen Angaben 1299 oder 1300) hatte er sich den Ruf der Verlässlichkeit und der Tatkraft erworben.
Über Giovanni Dolfins erste Frau ist nichts bekannt, ebenso über seinen einzigen Bruder Daniele, der anscheinend keine staatlichen Ämter bekleidet hat. Später heiratete er in zweiter Ehe eine Caterina Giustinian, wobei der Name ihres Vaters gleichfalls nicht bekannt ist. Damit lässt sie sich auch keinem der Zweige der großen und höchst angesehenen Familie Giustinian zuordnen.
Giovanni Dolfin hatte drei Söhne, nämlich Benedetto, Pietro und Nicolò. Fälschlicherweise wurde auch ein Enrico zu seinen Söhnen gezählt, doch war er der Sohn des erstgeborenen Benedetto, der Lucia Contarini heiratete. Gemeinsam mit ihr wurde er in San Zanipolo beerdigt. Von den vier Töchtern wurde Cataruccia Nonne in San Zaccaria; Costanza und Lucia wurden in jungen Jahren mit Zanino Michiel und Marco Morosini da S. Giovanni Novo verheiratet. Franceschina heiratete mit zwölf Jahren Bertucci Contarini da S. Aponal (er stammte also aus der Linie der Contarinifamilie von Sant’Aponal).
Schon im Sterben vertraute Giovanni den Sohn Pietro der Schwiegermutter Agnesina (vielleicht eine Bembo) bis zum 16. Lebensjahr an, als seinen Präzeptor setzte er Francesco da Trento ein.
Die Familie besaß Häuser in Santi Apostoli (im östlichen Cannaregio), San Giacomo dall’Orio, dazu ein großes Haus in der Gemeinde San Canzian neben dem Fontego dei Turchi. Dieses Haus wurde an den Sohn Nicolò vererbt. Außerhalb Venedigs besaß die Familie Güter bei Torre delle Bebbe und auf der Halbinsel Istrien.

## Leben

### Diplomatische, militärische und innerstädtische Aufgaben bis zur Dogenwahl (ab 1345)
Einige Chroniken geben an, Giovanni Dolfin sei bereits bei den Elektoren, den Dogenwählern von 1312 dabei gewesen. In diesem Jahr wurde Giovanni Soranzo zum Dogen gewählt. Wahrscheinlicher ist seine Teilnahme an der Wahl des Dogen Francesco Dandolo im Jahr 1329. Wegen einer Reihe von Männern gleichen Namens ist seine Teilnahme am politischen Leben der Stadt in den 1320er und 1330er Jahren vielfach nicht mit Sicherheit festzumachen.

#### Istrien, Flottenexpedition gegen Capodistria, Verhandlungen mit Ungarns König (1345–1348)
Um 1345 zählte er zu den Häuptern, den Capi der Quarantia, einer Art obersten Gerichtshofs. Dort entschied man über Kriegsausgaben für Auseinandersetzungen auf Istrien. In einer umstrittenen Abstimmung wurde Dolfin 1345 zum Giudice di Petizion gewählt, doch erhielt diese Entscheidung am Ende höchste Zustimmung. Auf Istrien gab es eine Reihe von Städten, die eine Unterstellung unter die ungarische Krone der venezianischen Herrschaft vorgezogen hätten. An der Flottenexpedition gegen das seit dem 17. September 1348 aufständische Capodistria nahm Dolfin zwar teil, aber ob er mit dem möglicherweise nur namensgleichen Giovanni Dolfin zu identifizieren ist, der im März des Jahres als Conte di Valle fungierte, bleibt unsicher.
Im Herbst 1348 war Dolfin gemeinsam mit Stefano Morosini, Nicolò Venier, Almorò Gradenigo, Marino Soranzo und Pancrazio Zen beim ungarischen König, der auf dem Rückweg von Neapel die Poebene durchquerte. Ihre diplomatische Aufgabe, die Möglichkeiten eines Friedensschlusses zu eruieren, blieb erfolglos, so dass sich ihre Mission auf das bloße Beobachten des Heereszuges beschränkte.

#### Prokurator von San Marco (1350), Genuesenkrieg (ab 1350)
Am 25. April 1350 wurde Dolfin zum Prokurator von San Marco (de supra) gewählt. Er lehnte die Teilnahme an einer Gesandtschaft im Oktober 1348 ab. Infolgedessen ging Paolo Loredan 1349 allein an den ungarischen Hof, auch wenn Marco Barbaro behauptet, gerade wegen dieser erfolgreichen Gesandtschaft sei Dolfin zum Prokurator gemacht worden. Im März erhielt Dolfin die Erlaubnis, aus den Wäldern von Segna in Dalmatien Holz zu schlagen, um es für den Schiffbau Richtung Konstantinopel zu bringen.
Im Juli 1350 erhielten die drei Savi Istriens Verstärkung durch weitere drei Kenner der Materie. Neben Dolfin waren dies der Prokurator Stefano Contarini und Stefano Gradenigo. Diese sollten die Bewegungen des Herzogs von Österreich im Friaul beobachten. Zu dieser Aufgabe kam für Dolfin hinzu, dass er als Provveditore in Treviso, ausdrücklich gemeinsam mit den Männern der Galeeren, Stadt und Territorium verteidigen sollte. Diese umfassende Aufgabe teilte er sich mit Alvise Vitale und wieder Stefano Contarini. Letztlich führten Probleme des Herzogs mit seiner Armee dazu, dass die Beauftragten für neue Posten frei wurden.
Im Sommer 1350 erhielten alle diese Savi Auftrag, nach Tenedos zu segeln. Diese Insel war von größter Bedeutung für die Überwachung der Dardanellen im Vorfeld des Krieges mit Genua. Auf Dolfin warteten dort sowohl diplomatische als auch militärische Aufgaben. Eine Sonderkommission aus 25 Savi sollte sich mit dem gesamten Komplex „super factis et provisiones contra Januenses“ befassen. Im Arsenal wurden etwa 20 Galeeren unter dem Kommando von Nicolò Pisani ausgestattet, eine Flotte, die von Venedig im März 1351 aufbrach. Nach Rafaino de’ Caresini befand sich auch Giovanni Dolfin als Gesandter an Bord. Der Auftrag zur Fahrt nach Konstantinopel stammt vom 16. März 1351. Der byzantinische Kaiser, der den Vorschlag annahm, ein Bündnis mit Aragon gegen Genua zu schließen, erlaubte es ihm acht Galeeren auszustatten. Diese wurden von Venedig finanziert.
Im Februar 1352 war Dolfin einer der Teilnehmer an der Schlacht am Bosporus, in der beide Seiten, Venezianer wie Genuesen schwere Verluste erlitten. An den Verletzungen starb auch Pancrazio Giustinian, der Capitano generale da Mar, der Admiral. An seine Stelle trat Nicolò Pisani.

#### Rückkehr nach Venedig (1352), Kreta, Belagerung von Pera, Oberitalien
Immer noch als Gesandter beim kaiserlichen Hof kehrte Dolfin nach Venedig zurück, um Einzelheiten zu berichten, aber auch, um die Ausrüstung der katalanischen Schiffe zu finanzieren. Der angebliche Schlachtensieg, von dem Dolfin berichtete, stieß auf Misstrauen im Senat. Dennoch wurde Dolfin, zusammen mit Marco Falier (nach Caroldo, Marino Falier, der zukünftige Doge) und Marco Corner (Doge von 1365–1368) sowie Marino Grimani. Ihre Wahl fand am 1. Mai statt, sie brachen mit den Geldmitteln für die besagte Flotte am 13. Mai auf. Währenddessen fuhr die Flotte Genuas heimwärts. Die vier Proveditoren und Pisani fuhren nach Candia, der Hauptstadt des venezianischen Kreta. Die Flotte, um die acht katalanischen Schiffe reduziert, fuhr wiederum nach Konstantinopel, scheiterte jedoch bei dem Versuch, die Genuesen aus Pera zu vertreiben. Diese waren wiederum vom omanischen Herrscher Orhan I. unterstützt worden.
Nun beschloss man eine Dreiteilung der Flotte. Während Pisani mit zwei Proveditoren die Belagerung von Pera fortsetzte, versuchten Falier und Dolfin in Einzelaktionen und durch Sabotage, aber auch durch die Jagd auf einzelne Schiffe, die Genuesen zu schwächen. Nun folgten weitere antigenuesische Aktivitäten, für Dolfin allerdings eher diplomatischer Natur. So reiste er im Januar 1353 nach Padua, im Januar des nächsten Jahres nach Mantua (gemeinsam mit dem Prokurator Paolo Loredan und wieder Marino Grimani. Anfang 1354 streckte er Fühler für Friedensverhandlungen mit Ungarn aus, auch reiste er mit Marino Grimani zu Cangrande (II.) Della Scala als Redner. Danach wurde er Führer einer Truppe, die den Bau einer Brücke über den Po durch Venedigs Feinde unterbinden sollte.

#### Aufgaben in Venedig (1355), Kampf gegen Ungarn
Unter Marino Falier, der im Amt des Dogen dem verstorbenen Dandolo 1354 folgte, erhielt Dolfin wohl kein Amt. Nach einer Inschrift in der Kapelle des hl. Isidor in der Markuskirche, war Dolfin am 10. Juli 1355 einer der Proveditoren, die den Bau dieser Kapelle leiteten.
Die ungarische Armee, vor allem Berittene, zog Richtung Treviso, mehr oder minder offen unterstützt durch den Patriarchen von Aquileia, den Herzog von Österreich und die Carrara. Die Quellen geben an, König Ludwig habe über 40.000 bis 60.000 Mann verfügt. So erhielt auch Dolfin ab Februar 1356 militärische Aufgaben. Als Prokurator von San Marco hielt sich Paolo Loredan, dann Marco Giustiniani und Dolfin selbst in der belagerten Stadt auf. In Giovanni Dolfins Begleitung waren seine beiden Söhne Benedetto und Nicolò. Dabei litt Dolfin während der Belagerung unter Erkrankung seines rechten Auges.

### Das Dogenamt

#### Wahl, Ausbruch aus dem von Ungarn belagerten Treviso, Einzug in Venedig
Giovanni Gradenigo, der Doge, starb am 8. August 1356. Giovanni Dolfin wurde am 13. August 1356 in Abwesenheit zum Dogen gewählt, wenn auch Bedenken bestanden, ob der auf einem Auge Blinde für das Amt geeignet wäre. Zum Zeitpunkt seiner Wahl befand sich Dolfin in der von ungarischen Truppen belagerten Stadt Treviso. Die unterlegenen Gegenkandidaten bei der Wahl waren der Prokurator Andrea Contarini und Paolo Loredan, zu dieser Zeit, wie Dolfin auch, Provveditore in campo.
Gesandte, namentlich Andrea Contarini, Michele Falier und der Großkanzler Benintendi de’ Ravegnani, wurden zum Ungarnkönig geschickt, um freies Geleit für den neu gewählten Dogen zu erlangen. Doch diese Gesandtschaft war genauso erfolglos, wie der als neutral geltende Bischof von Fermo und der Notar Stefano, die als Unterhändler gleichfalls nichts erreichen konnten. Dolfin saß in Treviso fest, wo man entschlossen war, den Belagerern standzuhalten.
Nach einem gescheiterten Angriff der Ungarn auf den Nordwesten Trevisos, auf den Borgo dei Santi Quaranta, verließ der König überraschend die Belagerungsarmee. Nun riskierte Dolfin einen Ausfall mit 100 Berittenen und 200 Mann Fußvolk – nach anderen Quellen sollen es sogar 600, bzw. 1000 Mann gewesen sein –, und konnte so Mestre erreichen.
Dort wurde er vom Podestà und einer feierlichen Gesandtschaft von zwölf Männern erwartet, die ihn nach Marghera begleiteten. Auf einer Barke fuhr er dann zur Insel San Secondo, wo er kurz Aufenthalt nahm. Dort wurde er feierlich mit dem Bucintoro abgeholt, dem prunkvollen Staatsschiff Venedigs. Am 25. August wurde er auf dem Markusplatz von den Venezianern empfangen. Dolfin zog nun, zusammen mit seiner Frau, der Dogaressa Caterina Giustinian, feierlich in Venedig ein.

#### Waffenstillstand und erneuter Krieg (1357), Friedensschluss mit Ungarn und Padua (1358)
Sogleich ging eine Gesandtschaft zu den Carrara, die Ludwig unterstützt hatten. Auch wurde Marino Morosini, der Podestà von Padua zurückgerufen, jeder Handel mit der Stadt untersagt. Doch auf dem Festland war die Lage äußerst angespannt, denn Asolo und Serravalle waren verloren, der Bischof von Ceneda hatte die Seite gewechselt, es kam zu Rebellionen.
Der Handel wandte sich verstärkt dem Westen zu, während die Lage im Osten schwieriger wurde. So wurden vier große Handelsgaleeren ausgestattet, die im Konvoi, einer muda, Richtung Flandern segelten.
Nun gelang auch ein Ausgleich mit Ungarn. Durch die Verhandlungen des Marco Gradenigo gelang es, eine von Papst Innozenz VI. propagierte Allianz gegen die Türken zu errichten, zu der auch Zypern und Rhodos zählten. Auf päpstliche Vermittlung konnten die Gesandten Andrea Contarini, Michele Falier und wieder der Großkanzler Benintendi de’ Ravagnani einen Waffenstillstand erreichen. Im Februar 1357 kamen ungarische Emissäre nach Venedig, doch lehnte Venedig die in seinen Augen maßlosen Forderungen des Königs ab.
Zu dieser Zeit kam der König von Zypern auf der Rückreise von Frankreich nach Venedig. Dort hatte er Verbündete gegen die „Ungläubigen“ gesucht. Er wurde in allen Ehren mit dem Bucintoro abgeholt und im Palazzo Corner am Canal Grande untergebracht.
Nach Ablauf des Waffenstillstands begann nach Ostern 1357 der Ungarnkrieg erneut. Wieder zog der König mit seiner Armee an die Lagune von Venedig, wodurch sich die Stadt gezwungen sah, jede Schifffahrt zu blockieren. Dann zog er nach Dalmatien. Traù und Spalato waren im Aufstand, Zara fiel durch Verrat. Enone verteidigte sich hingegen mit allen Mitteln.
Die Kosten der Kriegführung stiegen immens. Die Staatsanleihen sollten in Zukunft nicht mehr für andere Zwecke eingesetzt werden können. Venedig sah sich gezwungen, auf Söldner zurückzugreifen, während Ludwigs Armee von seinen Vasallen aufzubieten war. Schließlich gingen Pietro Trevisan, Giovanni Gradenigo und Benintendi nach Zara, um dort erneut zu verhandeln.
Der Friedensvertrag, der schließlich am 18. Februar 1358 zustande kam, hatte zunächst zur Folge, dass der seit Pietro Ziani übliche Titel des Dogen, „Dux Venetiarum, Dalmatiae et Chroatiae et Dominus quartae partis et dimidiae totius Imperii Romaniae“, zu „Dei gratia dux Veneciarum et cetera“ verkürzt wurde. Dies blieb nun der Dogentitel bis zum Ende der Republik im Jahr 1797.
Darin spiegelte sich jedoch nur die gravierende Folge des Krieges, dass Dalmatien, von den Inseln des Quarnaro im Norden bis Durazzo im Süden, an Ungarn fiel. Ludwig verpflichtete sich im Gegenzug, keine Kriegsschiffe aufzulegen, die Piraterie zu bekämpfen und den Venezianern Treviso, Ceneda und die sonstigen während des Krieges umkämpften Gebiete zurückzuerstatten. Zara, Ragusa, Arbe, Pago, Lesina und Curzola wurden dem König übergeben, der im Gegenzug Conegliano, Serravalle und Asolo sowie Valmarino zurückgab.

#### Frieden mit Padua, Versuch der Legitimierung des Besitzes von Reichsgut (Treviso)
Danach kam es auch zu einem Friedensschluss mit Padua. Francesco da Carrara kam persönlich nach Venedig, wo er feierlich empfangen und bei San Polo untergebracht wurde. Dies hielt den Carrara aber nicht davon ab, zwei Festungen an den Zuflüssen vom Festland, am Brenta und am Bacchiglione zu errichten. Venedig verstärkte im Gegenzug Lizza Fusina.
Der Besitz Trevisos warf die Frage auf, wie dieser legitimiert werden sollte. Wieder brachen Gesandte zum Hof Kaiser Karls IV. auf. Doch die Forderungen des Kaisers waren so hoch, dass zunächst zwei Gesandte, Marco Corner und Giovanni Gradenigo, zurückgerufen wurden. Nur Lorenzo Celsi, der 1361 selbst Doge werden sollte, setzte die Verhandlungen fort. Die beiden zurückgerufenen Gesandten wurden zudem auch noch auf dem Gebiet des Kastellans von Senj eingekerkert. Trotz jahrelanger Verhandlungen mit dem Herzog von Österreich und dem Patriarchen von Aquileia fand man erst im März 1362 eine Lösung.
Auch mit Ungarn blieb der Friede labil, denn es kam auch dort zu Übergriffen. Als Unterhändler gingen 1360 wiederum Andrea Contarini und Pietro Trevisan in Begleitung des Großkanzlers Benintendi an den dortigen Hof.

#### Wiederaufnahme der Schiffskonvois (mude) nach Ägypten (ab 1359)
Der venezianische Handel mit dem muslimischen Ägypten wurde von päpstlicher Seite während der gesamten Kreuzzugsepoche mit Misstrauen beäugt. Mit dem Ende der Kreuzfahrerstaaten durch die Mamluken Ägyptens riss der Handel dorthin 1291 ab, das Land wurde zu einer „terra vetita“ erklärt. 1302 wurde der Handel wieder aufgenommen, doch 1322 erzwang der Papst einen neuen Abbruch der Beziehungen. Erst ab 1344 begann ein begrenzter Handel, ab 1359 nahm Venedig wieder regelmäßige Fahrten der mude oder Schiffskonvois nach Alexandria auf. Die Erlaubnis dazu kostete Venedig 12.000 Dukaten. Inzwischen war Ägypten zum bedeutendsten Handelszentrum zwischen der Mittelmeerwelt und Südasien avanciert, und in den nächsten Jahrzehnten erlangte der Dukaten Venedigs geradezu eine Monopolstellung im Handelsverkehr mit Goldmünzen. In dieser Angelegenheit schrieb der Doge am 8. Juli 1359 einen Brief an den Duca di Candia Pietro Badoer.

#### Zweite Pestwelle (1360), Testament und Tod
Im Februar 1360 kehrte die Pest nach Venedig zurück. Ihr fielen diesmal zahlreiche Kinder zum Opfer. Den Adel traf dies insofern, als allein zehn Familien dadurch ausstarben. Auch der Doge selbst diktierte am 25. Juli 1360 sein Testament dem Großkanzler, nachdem sein ältester Sohn und seine Frau der Epidemie zum Opfer gefallen waren. Er wurde zwar noch vom Medicus Albertino von Padua versorgt, erholte sich auch, doch starb der Doge am 22. Juli 1361.
Entsprechend seinem letzten Willen wurde er in San Zanipolo in einer dort für ihn errichteten marmornen Grabstätte beigesetzt. Zunächst lag er in der Hauptkapelle, der cappella maggiore, doch musste er dem Grabmonument des Dogen Andrea Vendramin. In der Kapelle zur linken ruhend trägt sein Grab das Familienwappen.
Neben diesem Grabmal hinterließ der Doge, wie aus seinem Testament hervorgeht, eine Bibliothek, in der sich Werke von Boethius und Dante Alighieri befanden, darunter die Divina Commedia mit Glossen.
Bildnisse des Dogen finden sich auf den Münzen, die zur Zeit seines Dogats geprägt wurden. Ein Porträt befindet sich im Dogenpalast, genauer im Saal des Großen Rates gegenüber dem Dogensitz. Dort heißt es: „Taruisium obsidione liberum feci pace cum hungaris inita“.

## Grabmal

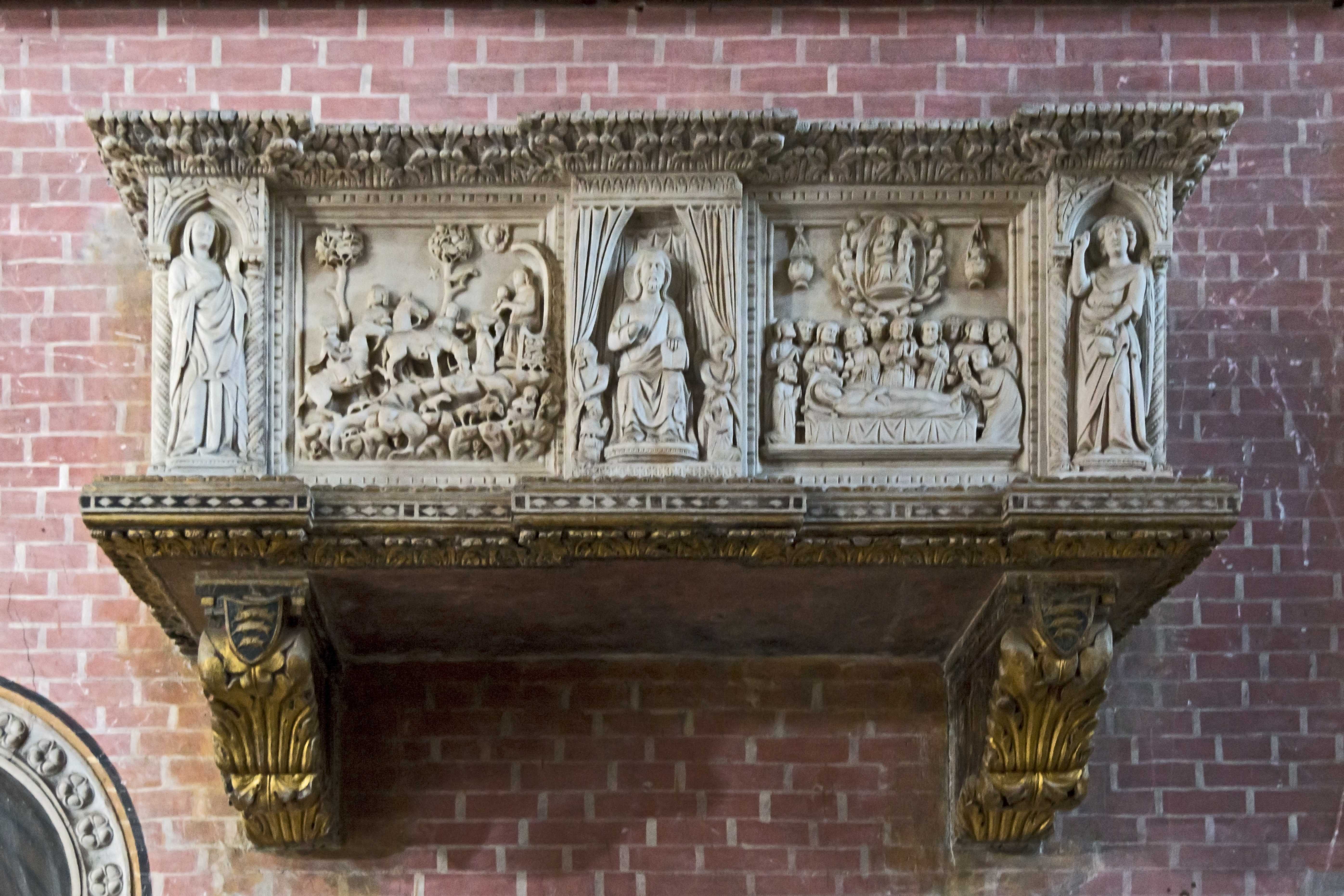
Andrea da San Felice: Grabmal des Dogen in San Zanipolo, Cappella Cavalli, vollendet 1362

Dolfin wurde auf seinen Wunsch im Presbyterium der Kirche San Zanipolo begraben. Anfang des 18. Jahrhunderts wurde sein Grab in eine Seitenkapelle verlegt, um Platz für das Grabmal des Dogen Andrea Vendramin zu schaffen. Heute befindet es sich gegenüber dem Grabmal des Marino Cavalli.

### Rechtsetzende Quellen
- Staatsarchiv Venedig, Segretario alle Voci, Misti, reg. 1, f. 11, 38, 59v, 62, 66v.
  - Maggior Consiglio, Deliberazioni, reg. 19, Liber Novella, f. 68r–v.
  - Senato, Secreta, Deliberazioni (1348–1350), reg. B (C), f. 27v, 44v, 72v.
  - Senato, Deliberazioni miste, reg. 23 (1345–1346), f. 9; reg. 25 (1349), f. 2, 4r–v; reg. 26 (1350–1353), f. 36; reg. 27 (1354–1357), f. 25, 57v, 60v, 62v, 65v, 66v, 68, 69, 78v, 105v, 106v, 108; reg. 28, f. 167 (Beschlüsse des Consiglio dei Rogati und der Quarantia unter Dolfin); reg. 29, f. 102.
  - Collegio, Notatorio, reg. 1 (1327–1383), f. 3r–v; reg. 2 bis (1341–1390), f. 19v, 20.
  - Bolle e atti della Curia romana, b. 3 bis, n. 179 (= 30).
  - Collegio, Secreti, reg. 1354–1366, f. 3, 19v–20, 21v–22v, 24v–30v, 32, 40, 54–55, 56v, 57, 59r–v.
  - Consiglio dei Dieci, Deliberazioni miste, reg. 3, f. 48, 50, 51.
  - Pacta, reg. 5, f. 154, 155, 155v, 156r–v, 157v, 158r–v, 159, 160.
  - Commemoriali, reg. IV, f. 74, 122, 185, 212, 219r–v; reg. V, f. 25, 36, 43; reg. VI, f. 148; reg. VII, f. 11, 50, 56.
  - Misc., Atti diplomatici e privati, b. 17 n. 575ff, 581 f., 588ff, 592, 594ff, 602; b. 18: n. 604ff.
  - Sindicati, reg. 1, f. 61.
  - Commissione ai rettori e altre cariche, b. 1, n. 29 und b. 2, n. 44.
  - Miscellanea, Atti diplomatici e privati, b. 17; Das Testament des Dogen befindet sich in Procuratori di S. Marco de citra, testamenti, I, c. 261; die Kopie in Ss. Giovanni e Paolo, d. IV (25. Juli 1360); das Testament des Sohnes Nicolò (Nicoletto): Notarile, Testamenti, b. 1226 (Notar Rizzo) n. 42; das der Nichte Agnese und des Neffen Enrico di Benedetto, Kinder des erstgeborenen Sohnes († vor 1360): Cancelleria inferiore, b. 36, 3. I. 96 (Notaio Campio), 24. Juli 1385; Notarile, Testamenti, b. 571 (Notar Gibellino) n. 157; Procuratori di S. Marco de citra, b. 229.
  - Notarile, Atti (Autograph des Notars Zen de Zenone) vom 10. Mai 1357.
- Georg Pray (Hrsg.): Annales Regvm Hvngariae, Bd. 2: Complectens Res Gestas A Carolo I. Roberto Ad Wladislavm I., Wien 1764, S. 107–111. (Digitalisat beim MDZ)
- Riccardo Predelli (Hrsg.): I Libri commemoriali della Repubblica di Venezia. Regesti, Bd. II, Venedig 1878, 143, 166, 188, 196, 205, 214, 224, 229, 253–322, Bd. III, Venedig 1883, S. 8, 41 f.
- Georg Martin Thomas: Diplomatarium Veneto-Levantinum sive Acta et Diplomata Res Venetas Graecas atque Levantis illustrantia, 2 Bde., Venedig 1880/1899, Nachdruck New York 1966, Bd. II, Venedig 1899, S. 3, 5, 17, 35, 38, 40, 46, 53, 57, 60, 66–68, 71, 73ff, 84.
- Antonino Lombardo (Hrsg.): Le deliberazioni del Consiglio dei XL della Repubblica di Venezia, 3 Bde., Venedig 1957–1967, Bd. I (1342–1344), Venedig 1957, S. 45.
- Freddy Thiriet (Hrsg.): Régestes des déliberations du Sénat de Venise concernant la Romanie, Bd. 1 (1329–1399), Paris 1958, S. 238.
- Roberto Cessi, Paolo Sambin (Hrsg.): Le deliberazioni del Consiglio dei Rogati (Senato), „Serie Mixtorum“, Bd. I, Libri I–XIV, Venedig 1960, S. 449, 451.
- Elisabeth Santschi (Hrsg.): Régestes des arrêts civils et des mémoriaux (1363-1399) des archives du duc de Crète, Venedig 1976, S. 186.
- Aleksandra V. Chirkova, Evgeny A. Khvalkov: The Venetian Lettere Ducali from the Western European Section of the Historical Archive of the Saint Petersburg Institute of History of the Russian Academy of Sciences, Fourteenth to Mid-Sixteenth Centuries (An Archaeographic Commentary), in: Higher School of Economics Research Paper No. WP BRP 173/HUM/2018 (unveröffentlichte lettere ducali (minori) aus der Sammlung Nikolay Petrovich Likhachev (1862–1936), die sich im Petersburger Institut für die Geschichte der Russischen Akademie der Wissenschaften befindet und die die Zeit von 1354 bis 1547 betrifft, darin ein Dogenbrief des Giovanni Dolfin: „WES, coll. 6, box 186, No 4“, Editionsprojekt).

### Genealogien
- Staatsarchiv Venedig, Misc. codd., I, St. veneta, reg. 19: Marco Barbaro, Antonio Maria Tasca: Arbori de’ patritii veneti, III, f. 247, 249, 251, 257 (Fortsetzung der Famiglie nobile venete des Barbaro durch Tasca als Arbori dei patritii veneti ricoppiati con aggiunte di Antonio Maria Fosca, 7 Bde., reg. 17–23).
  - Misc. codd., III, Cod. Soranzo, reg. 32: G.A. Cappellari Vivaro, Campidoglio veneto, II, f. 67 f.

### Erzählende Quellen
- Biblioteca Marciana, Mss. It., cl. VII, 794 (= 8503): G. Dolfin, Cronaca di Venezia, f. 220v, 225, 226.
  - 804 (= 8478): Cronache delle elezioni dei dogi (1172–1523), S. 20, 22.
  - 50 (= 9275): Gasparo Zancaruolo, Cronaca veneziana, f. 313r–v. (Digitalisat von f. 313v mit den 41 Elektoren)
  - 169 (= 8186): P. Gradenigo, Ambasciatori veneti, f. 60, 164, 302, 308v.
  - 128a (= 8639): G. G. Caroldo, Cronaca, f. 200, 203, 208v, 212v, 214r–v, 217, 224r–v, 228r–v, 247, 253, 259v, 261v, 262, 266, 274, 277, 283v, 287v, 355v.
  - 150 (= 8865): Discordia per le decime dei morti con il vescovo et clero di Venetia, f. 80 (= 224v), 81 (= 225).
  - 519 (= 8438): N. Trevisan, Cronaca, f. 95, 98, 103, 104v, 105, 111, 112r–v, 113v.
- Cortusii Patavini duo, sive Gulielmi et Albrigeti Cortusiorum Historia de novitatibus Paduae et Lombardiae: ab anno MCCLVI usque ad MCCCLXIV…, in: L. A. Muratori, Rerum Italicarum Scriptores, XII, Mailand 1728, Sp. 57–955, hier: Sp. 949 (Beniamino Pagnin (Hrsg.): Guillelmi de Cortusiis chronica de novitatibus Padue et Lombardie, Zanichelli, Bologna 1941, ND Bottega d’Erasmo, 1970).
- Ester Pastorello: (Hrsg.): Raphayni [Raphainus] de Caresinis Cancellarii Venetiarum Chronica aa. 1343–1388, Zanichelli, Bologna 1922, S. 6, 12 f.
- Ester Pastorello (Hrsg.): Andreae Danduli, Ducis Venetiarum, Chronica brevis aa. 46–1342 d. C., Zanichelli, Bologna 1942, S. 387.
- Angela Caracciolo Aricò (Hrsg.): Marin Sanudo: De origine, situ et magistratibus urbis Venetae ovvero La Città di Venezia (1493-1530), S. 50, 67, 100, 236.
- Marin Sanuto. Vitae ducum Venetorum, in: Lodovico Antonio Muratori, Rerum Italicarum Scriptores, XXII, Mailand 1733, Sp. 641–652.
- Francesco Sansovino: Venetia città nobilissima et singolare, Descritta in XIIII. libri, Venedig 1581, f. 239r–v.
- Andrea Navagero: Storia della Repubblica Veneziana, L. A. Muratori, Rerum Italicarum Scriptores, XXIII, Mailand 1733, Sp. 1036, 1043ff. (1483–1529 veröffentlicht).
- Emmanuele Antonio Cicogna: Delle Inscrizioni Veneziane, Bd. 3, Venedig 1830, n. 4, S. 200. (Digitalisat, S. 200)
- Roberto Cessi, Fanny Bennato (Hrsg.): Venetiarum historia vulgo Petro Iustiniano Iustiniani filio adiudicata, Venedig 1964, S. 248 f, 253, 341.
- Istorici delle cose veneziane i quali hanno scritto per publico decreto, 10 Bände Venedig 1718–1722, Band 1: Marcantonio Sabellico, Rerum Venetarum ad 1486 libri 33, Venedig 1718, S. 306, 310, 327, 330.
- Paolo Morosini: Historia della città e Republica di Venetia di Paolo Morosini Senatore Venetiano. Distinta in Libri Vintiotto. Con Tauola copiosissima delle cose più notbaili, Preßo Paolo Baglioni, Venedig 1637, S. 268. (Digitalisat)

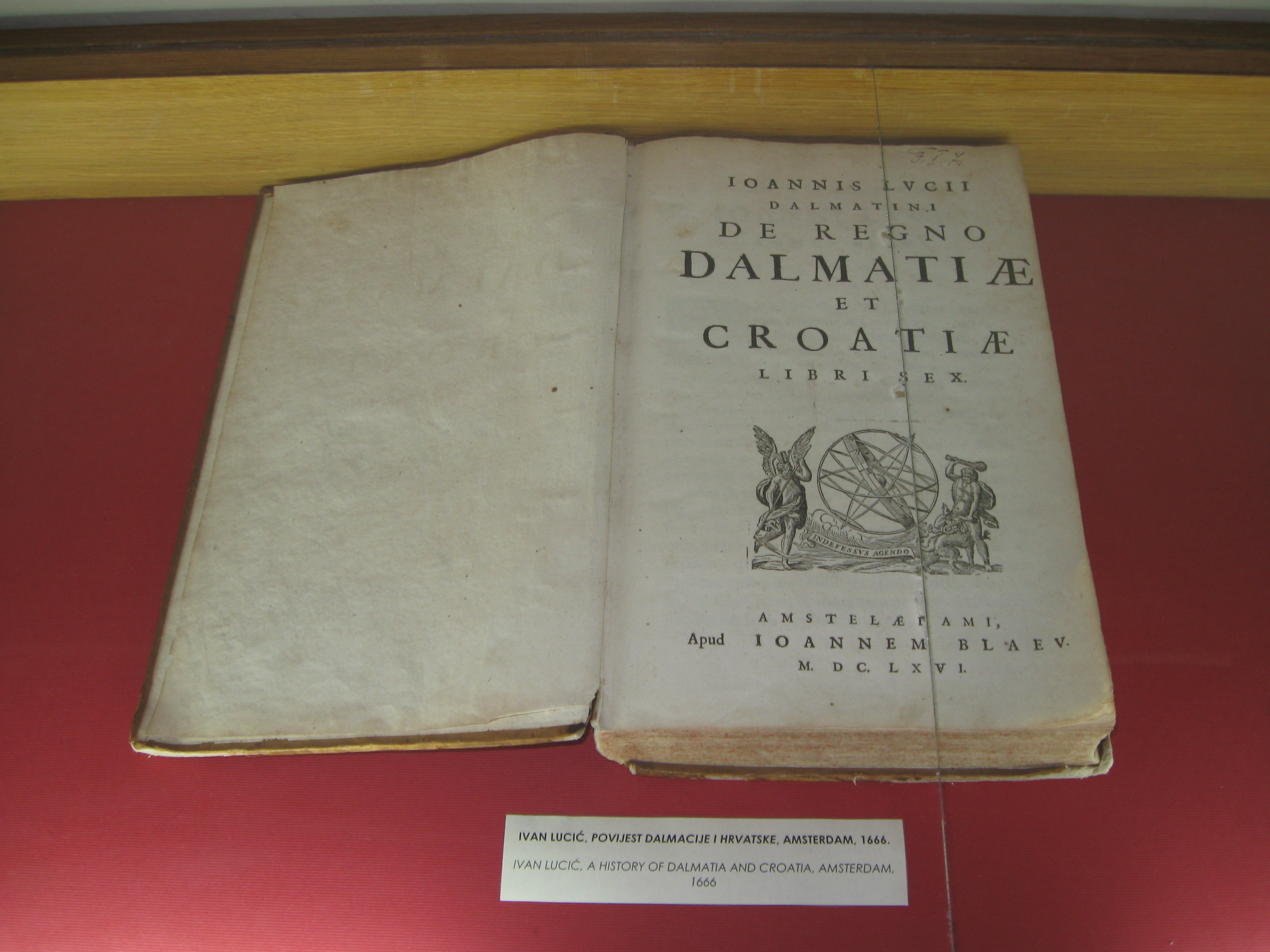
Ivan Lučić: De regno Dalmatiae et Croatiae

- Ioannis Lucii de regno Dalmatiæ et Croatiæ libri sex, Amsterdam 1668, S. 232, 235 (Giovanni Lucio, bzw. Ivan Lučić (1604–1679). (Digitalisat bei archive.org und beim Münchener Digitalisierungszentrum, jeweils S. 232 f.)
- Giacomo Fiorelli: Detti, e fatti memorabili del Senato, e patritii veneti, Venedig 1672, S. 118 f. (mit „solo ducento soldati“ aus Treviso ausgebrochen)  (Digitalisat, S. 118 f.)
- Giovanni Degli Agostini: Notizie istorico-critiche intorno la vita, e le opere degli scrittori viniziani, Bd. II, Venedig 1754, S. 322–327 (Abschnitt Benintendi de’ Ravagnani). (Digitalisat)
- Amelio Tagliaferri: Relazioni dei rettori veneti in Terraferma, Mailand 1975, S. LIII.